# Igreja de São Nicolau (Treleburgo)
Igreja de São Nicolau (em sueco: St Nicolai kyrka) é uma igreja da Suécia na cidade de Treleburgo, na província da Escânia, dedicada ao santo dos marinheiros Nicolau de Mira. Está a leste da fortificação viquingue local e parece datar de algum ponto antes da década de 1260, quando a Igreja de São Pedro de Istádio foi erigida. Foi substituída em 1883 pelo prédio atual, projetado por Helgo Zettervall. Salvo uma torre de 1617, seu estilo é uma mistura de neorromânico e neogótico. O edifício tem um andar, é estreito e seus braços são cruzados.
Seu altar é de meados do século XVII e é ricamente decorado, com a fundação da igreja como o motivo central; a mesa da comunhão é cercada por duas figuras vigilantes; no lado direito, João Batista, e no esquerdo, Moisés. No coro, tem 24 cadeiras de monges dos anos 1400 que ainda são usadas hoje e seus três sinos são do século XVI. A pia batismal é em pedra e tem sido usada por pelo menos seis séculos. A igreja abriga o brasão fúnebre de Ehrenbusch de 1680, que foi depositado junto de Ehrenbusch, sua esposa e irmão, o epitáfio de Holt e as figuras evangelistas do púlpito. O padre Bruzélio e sua família também foram sepultados ali.